# Sebald Hauenreuter
Sebald Hauenreuter oder Havenreuter (auch Hawenreuter oder Sebaldus Havenreuter; * 23. November 1508 in Nürnberg; † Juli 1589 in Straßburg) war ein deutscher Mediziner, Philosoph und Hochschullehrer.

## Leben
Hauenreuter war Sohn eines Zuckerbäckers. Nachdem er bereits früh seine Eltern verloren hatte, nahmen sich Sebastian von Rotenhan und die Nürnberger Patrizier Hieronimus Ebner und Heinrich Paumgarten um seine Erziehung und Ausbildung an. Er besuchte die Lateinschule in Nürnberg und ging 1527 an die Universität Wittenberg, an der er 1534 den Magistergrad in Philosophie erlangte. Anschließend war er für kurze Zeit Schulinspektor an der Lateinschule in Nürnberg.
Hauenreuter wurde auf Betreiben von Joachim Camerarius dem Älteren 1535 Professor der Dialektik und Ethik des Aristoteles an der Universität Tübingen. An dieser widmete er sich außerdem dem Studium der Medizin. Am 16. September 1539 wurde er in Tübingen zum Doktor der Medizin promoviert. Daraufhin wechselte er am 10. November 1540 als Professor der Medizin an das neugegründete Gymnasium in Straßburg, aus dem dann die Akademie und dann die Universität Straßburg erwuchs. Dort lehrte er über acht Jahre, bevor er das Amt des Stadtphysicus übertragen bekommen hat. In diesem verblieb er bis zu seinem Tod im hohen Alter.
Hauenreuter genoss über die Grenzen Straßburgs hinaus einen hervorragenden Ruf als Arzt, weshalb er auch von Fürsten als Mediziner konsultiert wurde. Er war mit Philipp Melanchthon, Martin Luther, Johannes Sturm und seinem Schüler Hieronymus Wolf freundschaftlich verbunden.
Der Mediziner und Philosoph Johann Ludwig Havenreuter war sein Sohn.

## Werke (Auswahl)
- (Hrsg.): Jo. Velcurionis commentar. in uniuersam Physicam Aristotelis libri quatuor, Tübingen 1540.
- Explicationes in T. Livii libros, Straßburg 1544.